# Luigi's Flying Tires

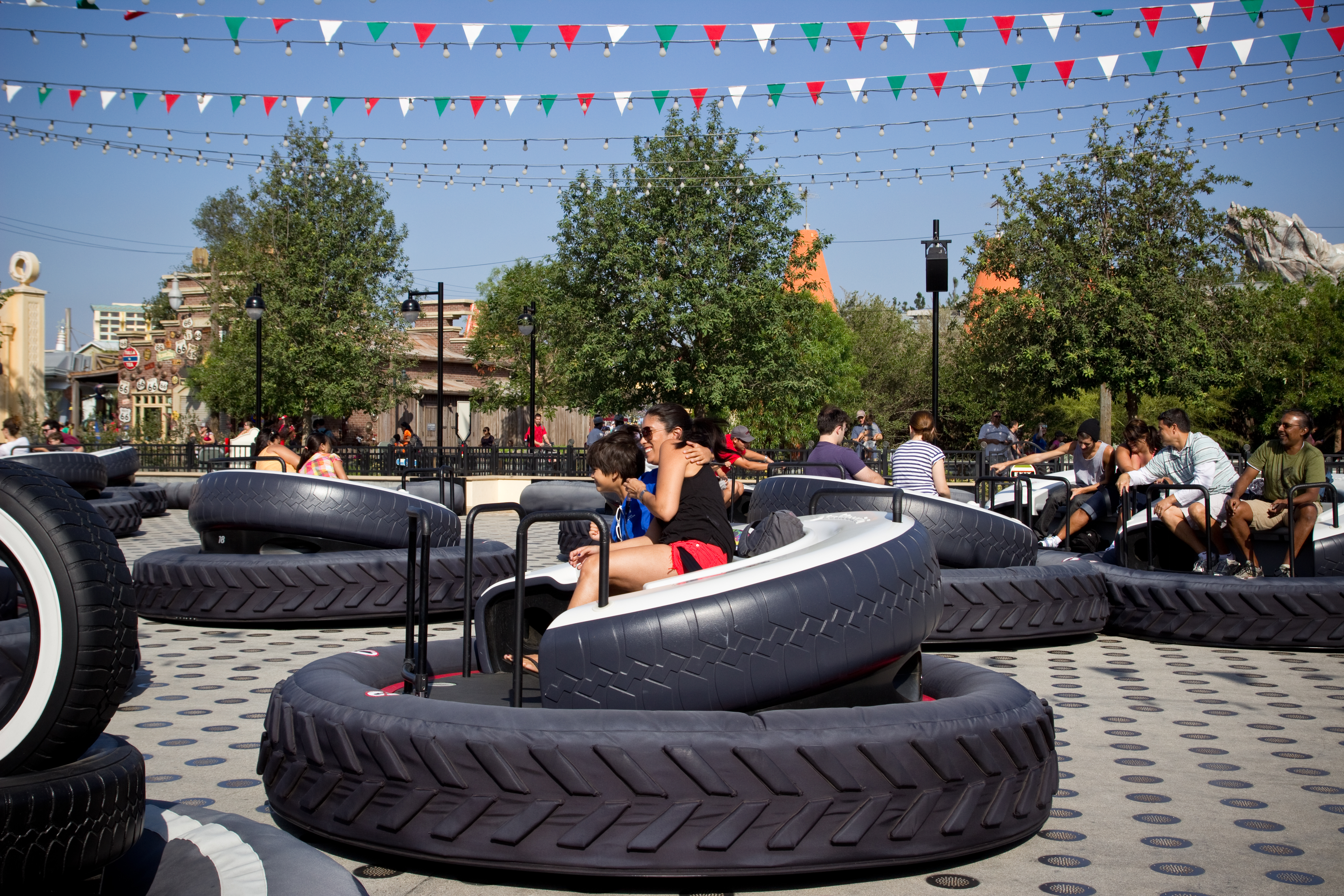
Carls Land en Disney Land California

Luigi's Flying Tires fue un viaje de diversión en Cars Land en Disney California Adventure. Los huéspedes montaron vehículos de parachoques en forma de neumático que flotaban en un cojín de aire, similar a un juego de hockey de aire. El concepto del paseo se basó en la atracción Flying Saucers de Disneyland de la década de 1960. La atracción cerró el 17 de febrero de 2015. Fue reemplazado por Luigi's Rollickin' Roadsters.

## Historia
La atracción, originalmente titulada "Luigi's Roamin' Tires", fue anunciada a finales de 2007 junto con el resto de los planes de expansión de Cars Land para Disney California Adventure. El viaje se basó en la atracción Flying Saucers que se encontraba en Tomorrowland de Disneyland de 1961 a 1966. En lugar de autos flotantes parachoques en la forma de platillos voladores, la atracción Luigi presentaba coches parachoques cuyos pilotos se dirigen a los neumáticos de camión de gran levitando.
La vicepresidenta ejecutiva de Walt Disney Imagineering Kathy Mangum dijo en 2011 que diseñar el viaje, ahora llamado Luigi's Flying Tires, no fue fácil ni siquiera con tecnología avanzada. "Creo que nuestros ingenieros de viaje, cuando fuimos a ellos y les dijimos: 'Oye, queremos que la gente vuele', te dirían que diseñar una manera de que la aerodinámica hiciera que eso sucediera era realmente bastante difícil", dijo. Mary Niven, vicepresidenta de Disney California Adventure Park, en comparación con el viaje a una mesa de hockey de aire. "Es como sentarse en la mesa y tú eres el disco de hockey", dijo.
Cuando la atracción se inauguró inicialmente el 15 de junio de 2012, también contó con bolas de playa gigantes en un esfuerzo por dar al paseo un aspecto más colorido (la atracción estaba originalmente destinada a abrir sin bolas de playa.) Después de dos meses, sin embargo, fueron retirados debido al aumento de los tiempos de espera y algunos "incidentes menores" que ocurrieron cuando los visitantes fueron golpeados por las pelotas de playa, según Niven.
El 17 de febrero de 2015, la atracción cerró. Fue reemplazado por Luigi's Rollickin' Roadsters, que se estrenó el 7 de marzo de 2016.

## Paseo
La cola llevó a los visitantes a través de la tienda Casa Della Tires de Luigi y de vuelta a través de un jardín italiano hasta el patio de neumáticos de Luigi, donde tuvo lugar el paseo. Una vez sentado en su neumático, Luigi dio una cuenta regresiva y luego un compresor bombeó aire a través de los 6.714 respiraderos del piso. Los neumáticos se levantaron a unas dos pulgadas del suelo, momento en el que los pilotos podían hacer que sus neumáticos se moviera en la dirección que querían ir. El viaje duró aproximadamente dos minutos.